# دان هيرلي
دان هيرلي (بالإنجليزية: Dan Hurley) هو صحفي وكاتب أمريكي، ولد في 1957.

## وصلات خارجية
- الموقع الرسمي